# Evangeliar aus Soissons

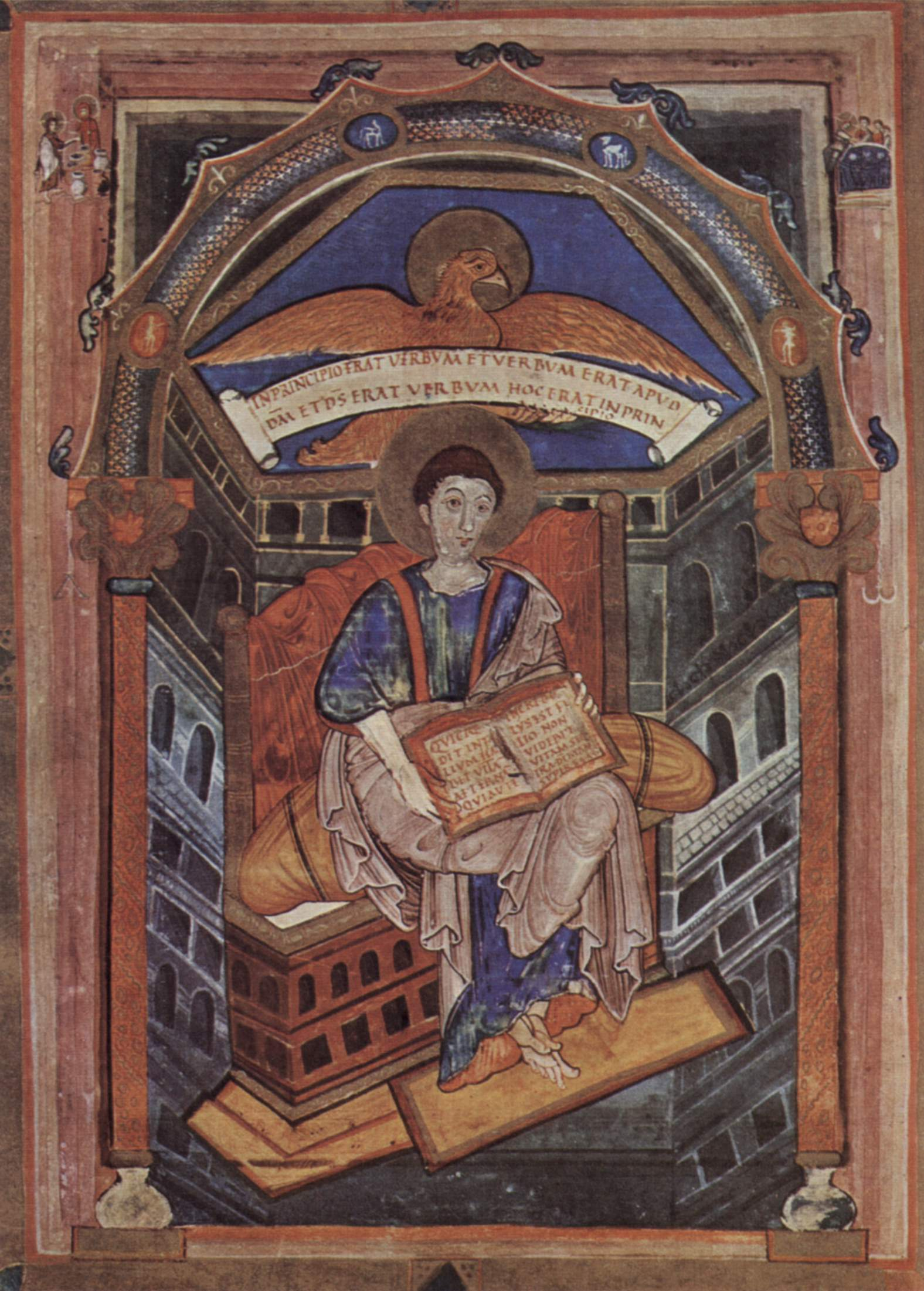
Johannes der Evangelist

Das sogenannte Evangeliar aus Saint Médard in Soissons ist eine karolingische Bilderhandschrift, die vor 827 entstand. In diesem Jahr schenkten Ludwig der Fromme und seine Gemahlin Judith den Codex der Kirche Saint-Médard in Soissons. Die Handschrift zählt zur sogenannten Ada-Gruppe und entstand vermutlich in den letzten Lebensjahren Karls des Großen. Sie gilt als das herausragende Werk dieser Malschule.
Das Evangeliar umfasst 239 Pergamentblätter, sein Format beträgt 362 × 267 mm. Die Handschrift ist mit sechs ganzseitigen Miniaturen und 12 Kanontafeln illuminiert. Die Illustrationen zeigen eine Maiestas Domini, vier Evangelistenbilder, den Lebensbrunnen sowie die Anbetung des Lammes. Der Text der Prachthandschrift ist fast vollständig in goldener Unziale geschrieben. Die Handschrift entstand vermutlich im Auftrag des Kaisers Ludwig der Fromme als Geschenk für die Kirche Saint Médard. Sie wurde 1790 nach Paris gebracht und befindet sich seit dem 19. Jahrhundert in der Bibliothèque nationale (Ms. Lat. 8850).